# Schmerzunempfindlichkeit
Schmerzunempfindlichkeit (auch Analgesie oder Analgie; von altgriechisch ἄλγος álgos ‚Schmerz‘, mit verneinendem Alpha privativum ‚kein Schmerz‘, ‚Schmerzlosigkeit‘) wird in der Medizin durch Ausschalten der Schmerzempfindung herbeigeführt oder ist ein krankhaftes Fehlen von Schmerzen. Die Schmerzausschaltung geschieht im Sinne einer Schmerztherapie durch Verringerung oder Unterbrechung der Erregungsleitung oder durch Gabe von Medikamenten (bei Verwendung von Analgetika und Sedativa zusammen in der Analgosedierung). Der Begriff Analgesie wird teilweise synonym zur ebenfalls eine Antinozizeption anstrebenden Anästhesie verwendet. Während bei dieser jedoch sämtliche Empfindungen ausgeschaltet werden, bleiben die Berührungsempfindlichkeit, der Lagesinn und das Temperaturempfinden unter Analgesie (Aufhebung der Schmerzempfindung, Schmerzlosigkeit) erhalten.

## Schmerztherapie
Eine Schmerzausschaltung kann durch pharmakologische, anästhesiologische oder physikalische Verfahren erfolgen. Pharmakologisch werden verschiedene Analgetika, vor allem nichtsteroidale Antirheumatika – auch als NSAID (englisch non-steroidal anti-inflammatory drugs) bezeichnet – und Analgetika vom Morphintyp (Opioide) eingesetzt. Anästhesieverfahren dienen der Akutschmerztherapie innerhalb eines begrenzten Zeitraums und können sowohl als Allgemein-, Regional- oder Lokalanästhesie erfolgen. Physikalische sind unter anderem lokale Kälteanwendung, Krankengymnastik Bewegungstherapie und Massage. Auch durch elektrische Stimulation oder Akupunktur lassen sich Schmerzen reduzieren.
Die Psychotherapie kann in einigen Fällen zu einer deutlichen Verringerung der Schmerzen führen. Auch durch Hypnose, Suggestion, autogenes Training kann eine Analgesie herbeigeführt werden (z. B. während einer Zahn-OP oder geburtsbegleitend).
Im Extremfall kann durch eine neurochirurgische Behandlung die Durchtrennung von Nerven erfolgen und so die Schmerzen beenden.

## Formen der Analgesie mit Krankheitswert
Neben der medizinisch herbeigeführten Analgesie gibt es auch krankhafte Formen der Schmerzunempfindlichkeit. Sie können sowohl durch Verletzungen (Nervenverletzungen, Querschnittlähmung) als auch von einem angeborenen Defekt verursacht werden.

### Kongenitale Analgesie
Mutationen am SCN9A-Gen, das einen Natriumkanal codiert, können zu angeborener völliger Schmerzunempfindlichkeit mit Krankheitswert führen. Etwa 30 betroffene Personen wurden bisher bekannt. Bei dieser angeborenen Schmerzunempfindlichkeit fügen sich die Betroffenen von Geburt an häufig selbst schwere Schäden zu, da die warnende Wirkung des Schmerzes entfällt.
Auch eine Mutation am SCN11A-Gen führt zu einer angeborenen völligen Schmerzfreiheit, da diese Mutation zu einer Überfunktion eines Natriumkanals in der Hülle vom Rückenmark und damit an der Schaltstelle für die Weiterleitung von Schmerzsignalen an im Gehirn befindlichen Nervenzellen führt. Entgegen den Erwartungen der Wissenschaftler führt hierbei die Überfunktion des Kanals nicht zu einer erhöhten Schmerzwahrnehmung, sondern zu einer Überlastung der betroffenen Zellen, die sich aus diesem Grunde nicht mehr regenerieren können und folglich in ihrer Funktion gelähmt werden.

### CIPA-Syndrom
Eine weitere Ursache für eine Analgesie mit Krankheitswert kann auch das CIPA-Syndrom sein, das nicht nur eine Störung des Schmerz-, sondern auch des Temperatursinns ist, sowie eine fehlende Schweißsekretion Anhidrose.